# Prêmio Grammy ao Curador
O Prêmio Grammy ao Curador é entregue pela Academia Nacional de Artes e Ciências de Gravação para "indivíduos que, durante suas carreiras na música, tecnologia e assim por diante, fizeram contribuições significativas, além do desempenho, para o campo da gravação". De 1983 em diante, artistas também passaram a poder recebê-lo. Este prêmio é distinto do Prêmio Grammy de Contribuição em Vida, que é dado apenas a artistas.

## Galardoados
Os seguintes nomes listados receberam o Prêmio ao Curador, organizados por ano.
| Ano  | Recipiente(s) | Ref.  |
| ---- | --- | ----- |
| 1967 | Georg Solti e John Culshaw                                                                                           |       |
| 1968 | Duke Ellington e Billy Strayhorn, Krzysztof Penderecki                                                               |       |
| 1970 | Robert Moog |       |
| 1971 | Chris Albertson, John H. Hammond, Larry Hiller, Paul Weston                                                          |       |
| 1972 | The Beatles |       |
| 1977 | Thomas Edison, Leopold Stokowski                                                                                     |       |
| 1979 | Goddard Lieberson, Frank Sinatra                                                                                     |       |
| 1981 | Count Basie, Aaron Copland                                                                                           |       |
| 1983 | Les Paul |       |
| 1984 | Béla Bartók |       |
| 1985 | Eldridge Johnson |       |
| 1986 | George e Ira Gershwin                                                                                                |       |
| 1987 | Harold Arlen, Emile Berliner, Jerome Kern, Johnny Mercer                                                             |       |
| 1989 | Walt Disney, Quincy Jones, Cole Porter                                                                               |       |
| 1990 | Dick Clark |       |
| 1991 | Milt Gabler, Berry Gordy, Sam Phillips                                                                               |       |
| 1992 | Thomas A. Dorsey, Christine Farnon, Oscar Hammerstein II, Lorenz Hart                                                |       |
| 1993 | Ahmet e Nesuhi Ertegun, W. C. Handy, George T. Simon                                                                 |       |
| 1994 | Norman Granz |       |
| 1995 | Pierre Cossette |       |
| 1996 | George Martin, Jerry Wexler                                                                                          |       |
| 1997 | Herb Alpert e Jerry Moss, Burt Bacharach e Hal David, Alan Jay Lerner e Frederick Loewe, Jerry Leiber e Mike Stoller |       |
| 1998 | Holland-Dozier-Holland, Frances W. Preston, Richard Rodgers                                                          |       |
| 1999 | Kenneth Gamble e Leon Huff                                                                                           |       |
| 2000 | Clive Davis, Phil Spector                                                                                            |       |
| 2001 | Arif Mardin, Phil Ramone                                                                                             |       |
| 2002 | Tom Dowd, Alan Freed                                                                                                 |       |
| 2003 | Alan Lomax, New York Philharmonic                                                                                    |       |
| 2004 | Gerry Goffin e Carole King, Orrin Keepnews, Marian McPartland                                                        |       |
| 2005 | Hoagy Carmichael, Don Cornelius, Alfred Lion, Billy Taylor                                                           |       |
| 2006 | Chris Blackwell, Owen Bradley, Al Schmitt                                                                            |       |
| 2007 | Estelle Axton, Cosimo Matassa, Stephen Sondheim                                                                      |       |
| 2008 | Clarence Avant, Jac Holzman, Willie Mitchell                                                                         |       |
| 2009 | George Avakian, Elliott Carter, Allen Toussaint                                                                      |       |
| 2010 | Harold Bradley, Florence Greenberg, Walter C. Miller                                                                 |       |
| 2011 | Al Bell, Wilma Cozart Fine, Bruce Lundvall                                                                           |       |
| 2012 | Dave Bartholomew, Steve Jobs, Rudy Van Gelder                                                                        |       |
| 2013 | Alan e Marilyn Bergman, Leonard e Phil Chess, Alan Livingston                                                        |       |
| 2014 | Ennio Morricone, Rick Hall, Jim Marshall                                                                             | [ 4 ] |
| 2015 | Barry Mann e Cynthia Weil, Richard Perry, George Wein                                                                |       |
| 2016 | John Cage, Fred Foster, Chris Strachwitz                                                                             |       |
| 2017 | Thom Bell, Mo Ostin, Ralph S. Peer                                                                                   |       |
| 2018 | Bill Graham, Seymour Stein, John Williams                                                                            |       |
| 2019 | Lou Adler, Ashford & Simpson, Johnny Mandel                                                                          |       |
| 2020 | Frank Buckley Walker, Ken Ehrlich, Philip Glass                                                                      |       |